# Tchine Yu-Yeung
Pour les articles homonymes, voir Yeung.
Tchine Yu-Yeung est une artiste peintre dessinatrice, à tendance abstraite, coréenne du XXe siècle, née en 1946 à Kaesong en Corée. Active en France depuis 1965.

## Biographie
À son arrivée en France, elle est élève de Busse, de Claude Viallat, Joël Kermarrec, à l'École des Beaux-Arts de Marseille-Luminy. Elle se marie avec le fils du peintre coréen Seund Ja Rhee, qui est architecte, et se fixe à Paris. Elle participe à des expositions collectives, dont: 1975, 1978, 1980, 1981 Salon de mai à Paris; 1976 Salon Grands et Jeunes d'aujourd'hui, Paris; 1977, Salon des réalités nouvelles Paris; 1981 Musée National d'Art moderne à Séoul; 1983 Musée de Tokyo et autres Musées du Japon, Peinture Contemporaine en Corée; etc. Elle expose individuellement: 1981 à la galerie Athanor à Marseille; 1983 Galerie au Fond de la Cour Paris; 1984 Espace Arts Plastiques à Villa Parisis; 1989 galerie Fabien Boulakia à Paris; etc.

## Son style
Elle se situe pratiquement d'emblée du côté de l'abstraction. Si, depuis ses débuts l'écriture se modifie, telle une graphologie avec le temps qui passe, dans l'abstraction elle se maintient dans le secteur des signes graphiques sur des fonds. Ces fonds peuvent être nuagistes, pointillistes, vermiculés; ces signes participer d'une averse de grêlons, d'une douce chute de flocons; une cohérence compositionnelle  est conférée à ce champ de signes sur signes par sa partition entre quelques droites tout juste suggérées.
 
Dans les années 1990, comme par une conséquence naturelle, le cours de l'évolution, jusque-là stylistique, conduit à une synthèse des variations antérieures : les anciennes lignes orthogonales prennent des libertés et sectionnent la surface peinte en quelques surfaces d'une géométrie absolument pas régulière, et, à l'intérieur de chacun et de tous ces segments, s'épanouissent d'infinies propositions de textures différentes. de bout en bout, la peinture de Yu Yeung Tchine s'adresse à la sensualité réceptive, comme une peinture de luxe et de charme.